# Rina (telenovela)
Rina es una telenovela mexicana producida por Valentín Pimstein para la cadena Televisa en 1977. 
Protagonizada por Ofelia Medina, Enrique Álvarez Félix; en el antagónico, María Rubio y la actuación especial de Carlos Ancira. 
Es versión de la telenovela venezolana "La italianita" producida por RCTV en 1973, la cual está basada en la radionovela Enamorada, original de Inés Rodena.

## Argumento
Don Leopoldo Miranda es un viejo gruñón, inválido y millonario que, a punto de morir, no soporta la idea de que su fortuna quede en manos de su odiosa cuñada Rafaela. Para evitarlo, se casa con una jovencita que un día se acerca a venderle flores. Esta jovencita, pobre y jorobada, se llama Rina.
Con solo 17 años, Rina queda viuda y millonaria. Rafaela, furiosa, concibe un malévolo plan para quitarle su fortuna: Hace que Rina se opere la joroba y la casa con su hijo Carlos Augusto.
Rina se enamora de su esposo, pero él la desprecia ya que la compara con un gran amor que murió trágicamente al pie del altar. Debido al trauma que le causó esta tragedia, Carlos Augusto ha quedado impotente. Sin embargo la ingenua Rina lo cura de su enfermedad. Queda embarazada, y Rafaela intentará enloquecerla para quedarse con su herencia y su nieto. Sólo la bondad y el gran amor de Rina lograrán combatir a su suegra y hacer que su esposo le corresponda.

## Reparto
- Ofelia Medina como Rina Galeana
- Enrique Álvarez Félix como Carlos Augusto Miranda Carballo
- María Rubio como doña Rafaela Carballo viuda de Miranda
- Carlos Ancira como don Leopoldo Miranda
- Alicia Rodríguez como María Julia / Victoria
- Ana Laura Maldonado como Betina Galeana
- Rafael Llamas como Carmelo Galeana
- Alicia Encinas como Gisela
- Rosa María Moreno como Dionisia Carballo
- Sasha Montenegro como Marcela
- Virginia Gutiérrez como Rosario
- Raúl Meraz como Guillermo
- Guillermo Zarur como Javier
- Otto Sirgo como Omar
- Lupita Lara como Margarita
- Magda Guzmán como doña Chana
- María Fernanda como Nora
- Javier Ruán como Daniel Galeana
- Olga Breeskin como Silvia
- Demián Bichir como Juanito
- Aurora Molina como Luteria
- Rubén Rojo como Rodolfo
- Renata Flores como Renata
- Gerardo del Castillo como Manolo
- Mauricio Ferrari como Lambertie
- Rubén Calderón como doctor
- Miguel Palmer como Lic. Marcelo Hidalgo
- Salvador Pineda como el Nene
- Daniel Santalucía como Ramiro
- Maricruz Nájera como enfermera
- Queta Lavat como Martha
- Ramiro Orci como el Chato
- Tere Grobois como doña Adelaida
- Ángela Villanueva como Angelina
- Julián Bravo como Roberto
- Rafael Banquells como acusador
- Carlos Agostí como doctor Rivas
- Tony Carbajal como agente del Ministerio Público
- Raúl "Chato" Padilla como Max
- Angelines Fernandez como trabajadora social
- Magda Haller como doña Teresa
- Laura Zapata como Mary, secretaria de Carlos Augusto

- Datos: Q9069239